# Châu Thành, Bến Tre
Châu Thành là một huyện cũ thuộc tỉnh Bến Tre cũ, Việt Nam.

## Địa lý
Huyện Châu Thành nằm ở phía bắc của tỉnh Bến Tre, nằm giữa thành phố Mỹ Tho và thành phố Bến Tre, có vị trí địa lý:
- Phía đông giáp huyện Bình Đại và huyện Giồng Trôm
- Phía tây giáp huyện Chợ Lách
- Phía nam giáp thành phố Bến Tre và huyện Mỏ Cày Bắc
- Phía bắc giáp huyện Cai Lây, huyện Châu Thành, huyện Chợ Gạo và thành phố Mỹ Tho thuộc tỉnh Tiền Giang.

Huyện có diện tích 224,89 km² và dân số năm 2020 là 176.458 người. Huyện lị là thị trấn Châu Thành nằm trên đường quốc lộ 60 cách thành phố Bến Tre khoảng 10 km về hướng bắc và cách thành phố Mỹ Tho khoảng 7 km về hướng nam.

## Hành chính
Huyện Châu Thành có 16 đơn vị hành chính trực, bao thuộc gồm 2 thị trấn: Châu Thành (huyện lỵ), Tiên Thủy và 14 xã: An Phước, Giao Long, Hữu Định, Phú Đức, Phú Túc, Phước Thạnh, Quới Sơn, Quới Thành, Tam Phước, Tân Phú, Tân Thạch, Thành Triệu, Tiên Long, Tường Đa.
| Đơn vị hành chính cấp xã | Thị trấn Châu Thành | Thị trấn Tiên Thủy | Xã An Phước | Xã Giao Long | Xã Hữu Định | Xã Phú Đức | Xã Phú Túc | Xã Phước Thạnh | Xã Quới Sơn | Xã Quới Thành | Xã Tam Phước | Xã Tân Phú | Xã Tân Thạch | Xã Thành Triệu | Xã Tiên Long | Xã Tường Đa |
| --- | ------------------- | ------------------ | ----------- | ------------ | ----------- | ---------- | ---------- | -------------- | ----------- | ------------- | ------------ | ---------- | ------------ | -------------- | ------------ | ----------- |
| Diện tích năm 2020 (km²) | 15,04               | 18,23              | 16,09       | 11,21        | 13,09       | 14,73      | 15,74      | 9,25           | 15,15       | 6,66          | 11,22        | 24,39      | 9,76         | 8,93           | 12,81        | 22,06       |
| Dân số năm 2020 (người) | 15.604              | 13.853             | 17.115      | 12.662       | 9.181       | 7.715      | 9.772      | 6.187          | 15.665      | 5.345         | 10.330       | 12.374     | 11.239       | 6.305          | 7.232        | 20.403      |
| Mật độ dân số (người/km²) | 1.502               | 760                | 941         | 1.230        | 701         | 524        | 621        | 669            | 1.034       | 803           | 921          | 507        | 1.152        | 706            | 565          | 611         |
| Nguồn: Báo cáo thuyết minh tổng hợp Quy hoạch sử dụng đất thời kỳ 2021 – 2030 và Bản đồ quy hoạch sử dụng đất thời kỳ 2021 – 2030 huyện Châu Thành |                     |                    |             |              |             |            |            |                |             |               |              |            |              |                |              |             |

## Lịch sử

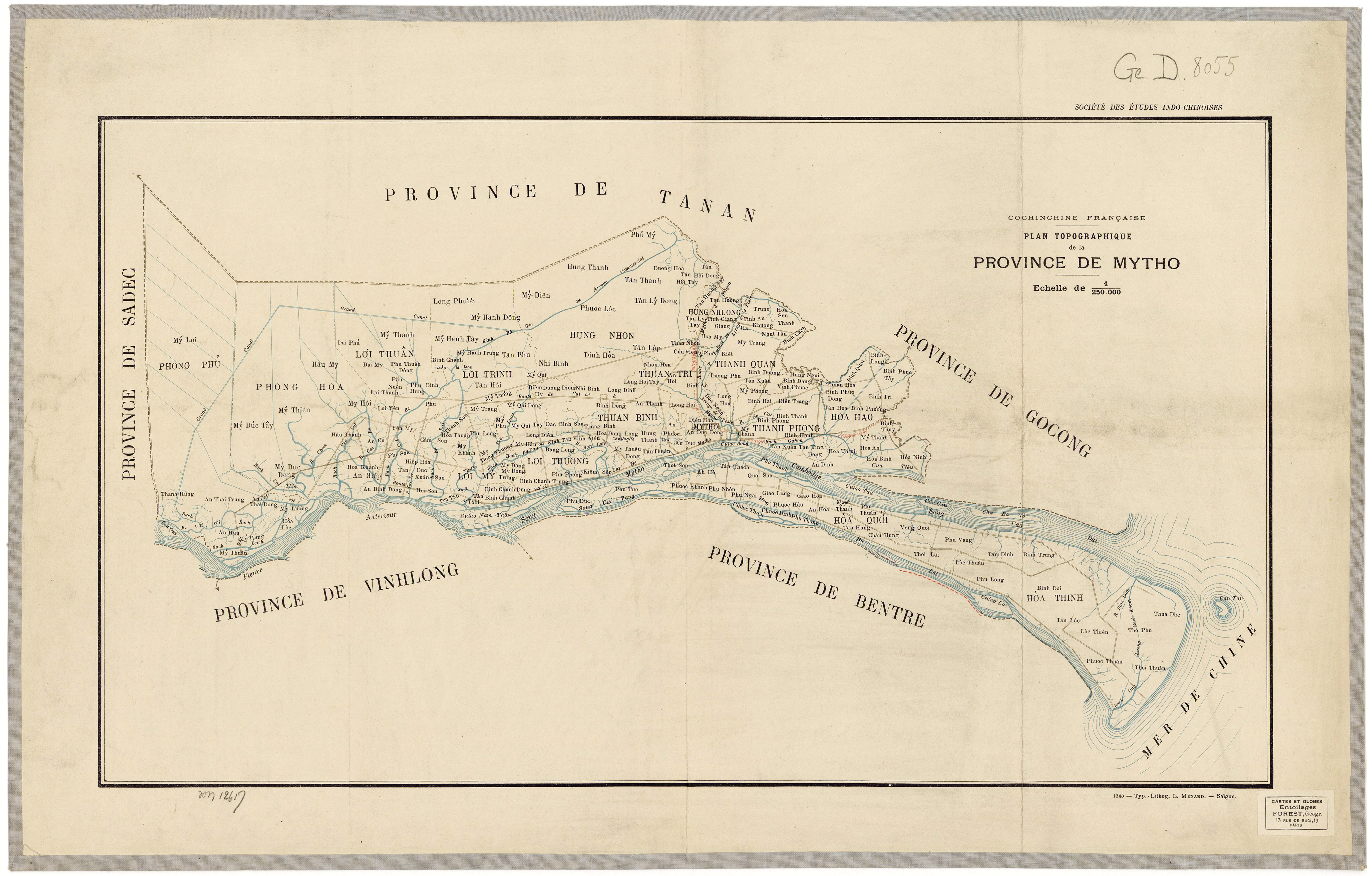
Bản đồ tỉnh Mỹ Tho năm 1902. Trong đó, các xã nằm trên cù lao An Hóa của huyện Châu Thành hiện nay lúc bấy giờ thuộc tổng Hòa Quới, tỉnh Mỹ Tho

Quận Châu Thành hiện nay bao gồm 2 phần đất nằm trên hai cù lao khác nhau (cù lao Bảo và cù lao An Hóa), ngăn cách bởi sông Ba Lai. Trong lịch sử phát triển, hai vùng đất này từng thuộc những đơn vị hành chính khác nhau.
Năm 1867, sau khi chiếm xong Nam Kỳ, Pháp chia Lục tỉnh thành 25 sở tham biện (inspection). Cù lao Bảo nằm trong sở tham biện Bến Tre, còn cù lao An Hóa nằm trong sở tham biện Kiến Hòa.
Năm 1929, tỉnh Bến Tre được chia làm 4 quận: Châu Thành, Ba Tri nằm trên cù lao Bảo; Mỏ Cày, Thạnh Phú nằm trên cù lao Minh. Quận Châu Thành lúc này bao gồm phần đất phía Nam sông Ba Lai của huyện Châu Thành, thành phố Bến Tre và một phần của huyện Giồng Trôm ngày nay. Còn cù lao An Hóa thuộc về tỉnh Mỹ Tho. Năm 1930, phần đất phía đầu cù lao Bảo nằm giữa sông Ba Lai và sông Hàm Luông được cắt ra, lập thành quận Sóc Sãi gồm 5 tổng, 27 làng.
Về phía cách mạng, sau Đồng khởi (1-1960), tỉnh ủy Bến Tre ra quyết định nhập hai huyện Sóc Sãi và Châu Thành thành huyện Châu Thành (mới). Đến tháng 7 năm 1972, tỉnh ủy lại có quyết định chia đôi huyện Châu Thành (mới) thành 2 huyện Châu Thành Đông và Châu Thành Tây.
Sau ngày 30 tháng 4 năm 1975, hai huyện Châu Thành Đông và Châu Thành Tây nhập lại thành huyện Châu Thành, bao gồm 24 xã: An Hiệp, An Hóa, An Khánh, An Phước, Giao Hòa, Giao Long, Hữu Định, Mỹ Thành, Phú An Hòa, Phú Đức, Phú Hưng, Phú Túc, Phước Thạnh, Qưới Sơn, Qưới Thành, Sơn Đông, Sơn Hòa, Tam Phước, Tân Phú, Tân Thạch, Thành Triệu, Tiên Long, Tiên Thủy và Tường Đa.
Ngày 15 tháng 3 năm 1984, xã Phú Hưng được sáp nhập vào thị xã Bến Tre.
Ngày 14 tháng 4 năm 1985, xã Sơn Đông được sáp nhập vào thị xã Bến Tre.
Huyện Châu Thành bao gồm 22 xã: Phú An Hòa, Tiên Long, Tiên Thủy, Tân Phú, Quới Thành, An Hiệp, Thành Triệu, Phú Túc, Tường Đa, Sơn Hòa, Phú Đức, Mỹ Thành, Tam Phước, An Khánh, Tân Thạch, Hữu Định, Phước Thạnh, Quới Sơn, An Phước, Giao Long, Giao Hòa và An Hóa.
Ngày 8 tháng 12 năm 1995, tách đất xã Phú An Hòa thành lập thị trấn Châu Thành.
Ngày 5 tháng 4 năm 2013, xã Mỹ Thành được sáp nhập vào thành phố Bến Tre (nay xã Mỹ Thành đã sáp nhập vào xã Bình Phú thuộc thành phố Bến Tre).
Ngày 1 tháng 2 năm 2020, sáp nhập xã Giao Hòa vào xã Giao Long.
Ngày 10 tháng 4 năm 2023, chuyển xã Tiên Thủy thành thị trấn Tiên Thủy.
Huyện Châu Thành có 2 thị trấn và 19 xã.
Ngày 24 tháng 10 năm 2024, Ủy ban Thường vụ Quốc hội ban hành Nghị quyết số 1237/NQ-UBTVQH15 về việc sắp xếp đơn vị hành chính cấp xã của tỉnh Bến Tre giai đoạn 2023 – 2025 (nghị quyết có hiệu lực từ ngày 1 tháng 12 năm 2024). Theo đó:
- Sáp nhập xã Phú An Hòa và xã An Hóa vào xã An Phước.
- Sáp nhập xã Sơn Hòa và xã An Hiệp vào xã Tường Đa.
- Sáp nhập xã An Khánh vào thị trấn Châu Thành.

Huyện Châu Thành có 2 thị trấn và 14 xã như hiện nay.

## Kinh tế - xã hội

### Nông nghiệp
Năm 2007, giá trị sản xuất nông nghiệp của huyện đạt 483 tỷ 838 triệu đồng, giảm 2,65% so năm 2006.
- Trồng trọt: tổng diện tích gieo trồng đạt 39.683,87 ha, giảm 7,09% so năm 2006. Cụ thể:
  - Cây lúa: diện tích gieo trồng đạt 35.640,17 ha, giảm 8,90% so năm 2006; năng suất bình quân 3,82 tấn/ha, giảm 0,42 tấn/ha so năm 2006; sản lượng lúa thực hiện 135.985,27 tấn, so năm 2006 giảm 18,10% tương đương 30.062,13 tấn.
  - Cây màu: diện tích gieo trồng màu 3.105 ha, (tăng 328,9 ha so năm 2006), sản lượng 64.379,2 tấn; trong đó bao gồm: màu lương thực có diện tích gieo trồng 787 ha, sản lượng 7.588,7 tấn; màu thực phẩm có diện tích gieo trồng 2.318 ha, sản lượng 56.790,5 tấn.
  - Cây công nghiệp ngắn ngày: diện tích gieo trồng đạt 688,7 ha, sản lượng 28.988,72 tấn.
- Chăn nuôi: Năm 2007, tổng số lượng đàn heo của huyện là 53.842 con, đàn bò 27.136, đàn trâu 329 con, đàn dê - cừu 1.848 con, đàn gia cầm 464.477 con, đàn thỏ 1.623 con.
- Thủy sản: năm 2007, giá trị sản xuất ngành thủy sản trên địa bàn huyện đạt 314 tỷ 871 triệu đồng, tăng 30,54% so năm 2006; tổng sản lượng thực hiện 14.945,6 tấn, tăng 13,29% so năm 2006; trong đó, tôm các loại 3.089,6 tấn; tăng 26,82% so năm 2006.
  - Nuôi trồng: sản lượng thu hoạch 9.015,6 tấn, tăng 12,57% so năm 2006. Trong đó: tôm sú 1.929,6 tấn, tăng 38,11% so năm 2006; tôm càng xanh 190 tấn, tăng 30,14% so năm 2006; nghêu 58 tấn, tăng 20,83% so năm 2006; cua biển 350 tấn, tăng 68,43% so năm 2006; cá các loại đạt 6.150 tấn, tăng 4,27% so năm 2006; cá tra 338 tấn, tăng 8,33% so năm 2006.
  - Khai thác biển 3.060 tấn, tăng 16,60% so năm 2006. Khai thác nội đồng 2.870 tấn; tăng 12,14% so năm 2006.

### Công nghiệp - Xây dựng
Năm 2007, giá trị sản xuất công nghiệp của huyện đạt 206 tỷ 290 triệu đồng, tăng 19,13% so năm 2006. Trong năm, huyện phát triển mới 23 cơ sở. Đến cuối năm 2007, trên địa bàn huyện có 862 cơ sở hoạt động sản xuất trên các lĩnh vực chủ yếu như: may mặc, se chỉ tơ sơ dừa, đan đát, chế biến thức ăn tôm, cá... Trong năm 2007, huyện đã huy động đầu tư được 384 tỷ 571 triệu đồng vốn phát triển trên địa bàn, tăng 26,04% so năm 2006. Trong đó, vốn từ ngân sách nhà nước đạt 15 tỷ 571 triệu đồng, chiếm 4,05% tổng vốn đầu tư; vốn tín dụng đầu tư phát triển của nhà nước 32 tỷ đồng, chiếm 8,32% tổng vốn đầu tư; vốn đầu tư của khu vực dân cư và doanh nghiệp tư nhân đạt 337 tỷ đồng chiếm 87,63% tổng vốn đầu tư.

### Thương mại - Dịch vụ
Thương mại - Dịch vụ của huyện có bước tăng trưởng khá cao; giá trị sản xuất thương mại - dịch vụ năm 2007 của huyện là 222 tỷ đồng đạt, tăng 28,18% so năm 2006. Trong năm 2007, huyện phát triển mới 157 cơ sở, nâng tổng số toàn huyện có 2.405 cơ sở hoạt động trên lĩnh vực thương mại dịch vụ.

## Giao thông
Sau khi cầu Rạch Miễu đã hoàn thành, khánh thành vào ngày 19/01/2009, và đưa vào khai thác sử dụng, huyện Châu Thành trở thành cửa ngõ của tỉnh Bến Tre.
Đây là nơi có khu công nghiệp Giao Long, khu công nghiệp An Hiệp.

## Danh nhân
- Nhà thơ, liệt sỹ Lê Anh Xuân.